# Futbol'nyj Klub Lokomotiv Moskva
Il Futbol'nyj Klub Lokomotiv Moskva (in russo Футбольный клуб "Локомотив" Москва?), noto in italiano come Lokomotiv Mosca, è una società calcistica di Mosca, in Russia, dove fu fondata nel 1922. Milita in Prem'er-Liga, la massima divisione del campionato russo di calcio.
Disputa le partite interne alla RŽD Arena della capitale russa.
Nel periodo sovietico vinse 2 Coppe dell'URSS (1936 e 1957) e si piazzò secondo in campionato nel 1959. A seguito dello scioglimento dell'URSS il club si è affermato come una delle protagoniste del panorama calcistico nazionale, riuscendo ad aggiudicarsi 9 Coppe di Russia (1996, 1997, 2000, 2001, 2007, 2015, 2017, 2019 e 2021), 3 Supercoppe di Russia (2003, 2005 e 2019) e 3 titoli di Prem'er-Liga (2002, 2004, 2017-2018). Il Lokomotiv Mosca conta anche sei secondi posti e cinque terzi posti nella massima divisione russa. È l'unica tra le cinque maggiori squadre moscovite a non essere divenuta campione sovietico.
A livello europeo il miglior risultato raggiunto sono a tutt'oggi le due semifinali consecutive di Coppa delle Coppe del 1997-98 e del 1998-99.

## Storia

### Esordi
La Lokomotiv fu fondata nel 1922 con il nome di Kazanka (Moskovskaja-Kazanskaja Ž.D). Nel 1924 il club riuniva i più forti calciatori tra le associazioni di lavoratori ferroviari KOR ("Club della rivoluzione d'ottobre"). Nel 1931 il club cambiò nuovamente nome in Kazanka (Moskovskaja-Kazanskaja Ž.D) e nel 1936 in Lokomotiv, l'attuale dizione. Durante il periodo in cui al potere vi era il Partito Comunista dell'Unione Sovietica, il Lokomotiv Mosca faceva parte della Società Sportiva Volontaria Lokomotiv ed era controllato dal Ministero per i Trasporti dell'Unione Sovietica attraverso l'ente pubblico delle Ferrovie Russe.

### Epoca sovietica
Quando, nel 1936, fu creata la Società Sportiva Volontaria Lokomotiv, la sua divisione calcistica comprendeva i migliori calciatori del Kazanka e un certo numero di forti calciatori sovietici dell'epoca come Valentin Granatkin, Nikolaj Il'in, Aleksej Sokolov, Pëtr Terenkov, Michail Žukov, Il'ja Gvozdkov e Ivan Andreev.
Il Lokomotiv debuttò nella massima serie del campionato sovietico di calcio il 22 maggio 1936 contro la Dinamo Leningrado. Nei primi due campionati stagionali (primavera e autunno) il Lokomotiv si piazzò rispettivamente quinto e quarto. Nel 1936 mise in bacheca il primo trofeo, la Coppa dell'Unione Sovietica, battendo in finale la Dinamo Tbilisi per 2-0.
Nella stagione 1941 la squadra fu accorpata alle moscovite Torpedo, Metallurg e Kryl'ja Sovetov per dar vita a due squadre: la ProfSojuzy-1 e la ProfSojuzy-2. Il campionato non fu concluso e dopo la fine della seconda guerra mondiale l'unione fu sciolta.
Dopo la seconda guerra mondiale i risultati della squadra latitarono e negli anni seguenti arrivarono due retrocessioni in seconda divisione sovietica. Ottenuta la promozione in massima serie nel 1951, il Lokomotiv visse un periodo di rinascita, giungendo a competere per i principali trofei sovietici agli inizi degli anni '60. Nel 1957 il Lokomotiv vinse la sua seconda Coppa dell'Unione Sovietica e nel 1959 ottenne il secondo posto in campionato, che sarebbe rimasto il miglior risultato del club moscovita nel campionato sovietico.
Fino alla fine degli anni '50, a causa delle limitazioni imposte dal governo, era molto difficile che i club sovietici disputassero incontri internazionali. Ciononostante, dal 1955 il Lokomotiv divenne quasi un ambasciatore calcistico del paese all'estero, partecipando a numerose amichevoli in varie parti del mondo: Europa, Asia, Africa e America Settentrionale. Quella squadra della Lokomotiv annoverava alcuni tra i migliori calciatori sovietici dell'epoca, tra cui Volodymyr Maslačenko, Gennadij Zabelin, Evgenij Rogov, Valentin Bubukin, Viktor Sokolov, Viktor Vorošilov, Igor' Zajcev, Zaur Kaloev, Jurij Kovalëv e Vitalij Artem'ev. Quando i suoi giocatori più quotati lasciarono la squadra, però, la compagine della capitale iniziò a conseguire risultati altalenanti, che la portarono a ondeggiare tra prima e seconda divisione sino alla fine degli anni '80.

### Epoca post-sovietica
All'inizio degli anni '90 il Lokomotiv era reputato la squadra meno forte tra le compagini moscovite. Sotto la guida dell'allenatore Jurij Sëmin e del presidente Valeri Filatov, la squadra conobbe però una decisa ascesa, tanto da poter essere inserita presto nel novero delle grandi squadre moscovite accanto a Spartak, CSKA, Dinamo e Torpedo.
La squadra riuscì a riguadagnare una certa solidità in campionato e si affacciò anche sul palcoscenico della UEFA Champions League.
Nel 2002 fu costruito un nuovo stadio, lo Stadio Lokomotiv, moderno impianto costruito sul modello degli stadi inglesi. Anche grazie al nuovo stadio l'entusiasmo attorno al Lokomotiv aumentò e nel 2009 la media spettatori fu la seconda tra gli stadi moscoviti. Nello stesso anno il Lokomotiv e il CSKA terminarono il campionato a pari punti e per decidere la squadra campione si giocò il derby tra le due compagini. Il match, giocato allo Stadio Dinamo della capitale russa, vide la vittoria del Lokomotiv grazie ad un gol di Dmitrij Los'kov, che consegnò al club il primo titolo russo della sua storia.
Dopo il quarto posto del 2003, nel 2004 la squadra di Mosca si ripeté, aggiudicandosi per la seconda volta il campionato russo con un margine di un punto sul CSKA. La partita decisiva fu quella vinta contro il Šinnik Jaroslavl' per 2-0 a Jaroslavl', una settimana dopo che il CSKA era stato sconfitto in casa dalla Dinamo Mosca.

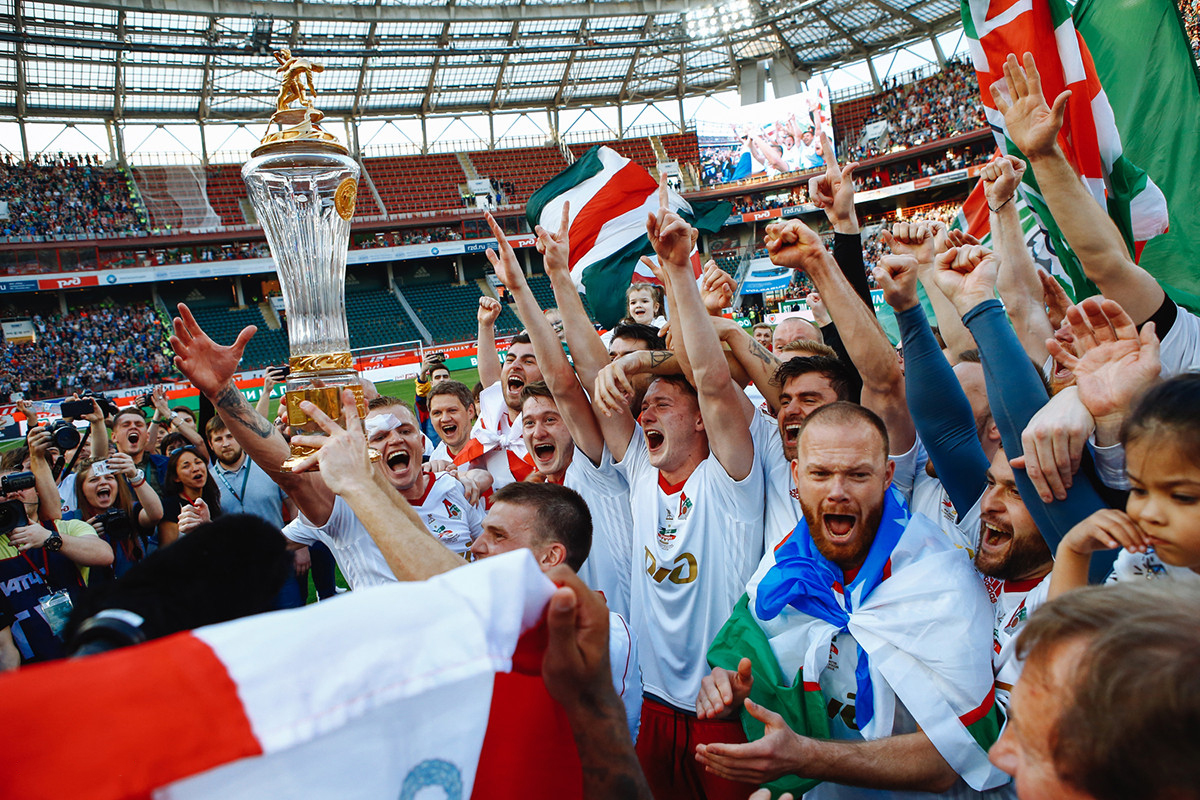
I calciatori del Lokomotiv festeggiano il terzo titolo, vinto nella stagione 2017-2018

Nel 2005 Jurij Sëmin lasciò il Lokomotiv Mosca per allenare la nazionale russa. Al suo posto fu ingaggiato Vladimir Ėštrekov. Nella stagione 2005 il Lokomotiv fu in testa al campionato per la maggior parte dell'anno, ma, perdendo le ultime partite, fu superato dal CSKA Mosca, terminando poi il campionato al terzo posto. Nel dicembre 2005 Ėštrekov fu rimpiazzato dal serbo Slavoljub Muslin.
Nella stagione 2006, malgrado un brutto inizio, la squadra si piazzò di nuovo terza in campionato, ma Muslin fu sostituito con Anatolij Byšovec, mentre Jurij Sëmin divenne il presidente del club. Nel 2007 la squadra si piazzò settima in campionato e vinse la Coppa di Russia. Nel corso della stagione Byšovec e Sëmin furono sollevati dai rispettivi incarichi e fu nominato traghettatore Rinat Bilyaletdinov, poi sostituito dall'allenatore Rašid Rachimov, che firmò un triennale il 6 dicembre 2006. Il settimo posto fu confermato nella stagione 2008 e l'inizio del campionato 2009 fu negativo, tanto che il 28 aprile Rakhimov fu esonerato. Al suo posto in panchina arrivò temporaneamente l'ex calciatore Vladimir Maminov, poi sostituito, il 1º giugno 2009, da Sëmin, che risollevò la squadra, conducendola al quarto posto.
Nel 2010 il Lokomotiv si classificò quinto in massima divisione. Jurij Sëmin lasciò il club alla fine della stagione.
Il 6 giugno 2011 il nuovo tecnico Jurij Krasnožan, accusato di aver contribuito a combinare il risultato (sconfitta per 2-1) del match interno contro l'Anži Machačkala del 27 maggio, fu esonerato dalla presidentessa Ol'ga Smorodskaja con la squadra al quinto posto. Maminov assunse le redini della squadra come traghettatore per tre settimane prima dell'ufficializzazione, avvenuta il 1º luglio 2011, dell'ingaggio del portoghese José Couceiro, che firmò un contratto biennale. Couceiro rimase alla guida della squadra per una sola stagione. Al termine del campionato 2011-2012 fu sostituito dal croato Slaven Bilić, che firmò un triennale. Il nono posto nella stagione 2012-2013, peggior risultato di sempre nell'epoca post-sovietica, provocò l'esonero di Bilić e l'ingaggio di Leonid Kučuk, che condusse la squadra al terzo posto nella stagione 2013-2014.
Il 17 settembre 2014, a causa del deterioramento dei rapporti con i giocatori, Kučuk si dimise. Il 4 ottobre gli subentrò Miodrag Božović, che rimase in carica sino all'11 maggio 2015, quando al suo posto fu ingaggiato il tagiko Igor' Čerevčenko, che il 21 maggio guidò la squadra alla vittoria della Coppa di Russia, ottenuta sconfiggendo in finale ad Astrachan' il Kuban Krasnodar per 3-1 dopo i tempi supplementari. In campionato la squadra si classificò settima.
Il 12 luglio 2015 il Lokomotiv perse la sfida valida per l'assegnazione della Supercoppa di Russia contro lo Zenit per 4-2 dopo i tiri di rigore (1-1 dopo i tempi supplementari). Nel campionato 2015-2016 si piazzò sesto.
Nell'agosto 2016 la panchina del Lokomotiv è passata a Jurij Sëmin, che nel 2016-2017 ha condotto la compagine moscovita alla vittoria della sua settima Coppa di Russia grazie al successo per 2-0 in finale contro l'Ural allo Stadio Olimpico Fišt di Soči. Grazie a questo successo il club è diventato il più vincente nella competizione, a pari merito con il CSKA Mosca.
Nella stagione 2017-2018 il Lokomotiv, battendo per 1-0 in casa lo Zenit San Pietroburgo, si è laureato campione di Russia per la terza volta nella propria storia e con una giornata d'anticipo rispetto alla fine del campionato. Questo successo ha consentito al club di qualificarsi automaticamente alla fase a gironi di UEFA Champions League 2018-2019 come testa di serie, ma il cammino nel gruppo D (con Porto, Schalke 04 e Galatasaray) viene concluso al quarto posto con 3 punti (una sola vittoria in Russia contro i turchi).
La stagione 2018-2019 si chiude con il secondo posto in campionato e la vittoria della Coppa di Russia. L'annata seguente inizia con il terzo successo nella Supercoppa di Russia, trofeo che mancava da 14 anni. Nel 2019-2020 partecipa alla UEFA Champions League, e arriva ultima nel girone con 3 punti, frutto di una vittoria 2-1 contro il Bayer Lewerkusen. Nel 2020-2021 partecipa nuovamente al torneo ed arriva di nuovo ultimo, di nuovo a 3 punti, dati da tre pareggi con Atletico Madrid (due volte) e Salisburgo.

## Allenatori

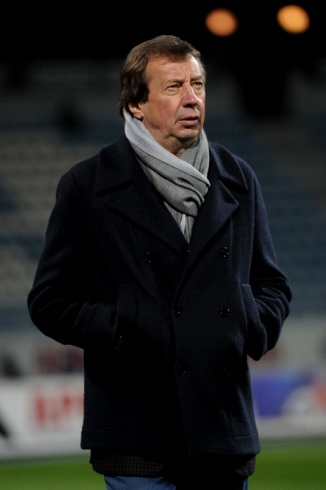
Jurij Sëmin, l'allenatore più vincente dei rossoverdi

- Aleksej Stoljarov (1936)
- Jules Limbeck (1937)
- Michail Suškov (1937-1947)
- Dmitrij Maksimov (1948)
- Gavriil Kačalin (1949-1952)
- Boris Arkad'ev (1953-1957; 1963-1965)
- Evgenij Eliseev (1958-1959)
- Nikolaj Morozov (1960-1962)
- Aleksej Kostylev (1962)
- Konstantin Beskov (1966)
- Valentin Bubukin (1966-1968)
- Viktor Mar'enko (1969-1970; 1979-1980)
- Evgenij Rogov (1971-1972)
- Igor' Volčok (1972; 1973-1978; 1983-1985)
- Michail Jakušin (1973)
- Aleksandr Sevidov (1981-1982)
- Jurij Sëmin (1986-1990; 1992-2005; 2009-2010; 2016-oggi)
- Valerij Filatov (1991)
- Vladimir Ėštrekov (2005)
- Slavoljub Muslin (2006)
- Oleg Dolmatov (2006)
- Anatolij Byšovec (2007)
- Rašid Rachimov (2008-2009)
- Vladimir Maminov (2009; 2011)
- Jurij Krasnožan (2011)
- José Couceiro (2011-2012)
- Slaven Bilić (2012-2014)
- Leonid Kuchuk (2013-2014)
- Igor Cherevchenko (2014, interim)
- Miodrag Božović (2014-2015)
- Igor' Čerevčenko (2015-2016)
- Oleg Pašinin (2016)
- Jurij Sëmin (2016-2020)
- Marko Nikolić (2020-2021)
- Markus Gisdol (2021-2022)
- Marvin Compper (2022-, interim)

## Calciatori

### Vincitori in nazionale
- Oro olimpico: 1

 Sjarhej Harlukovič (Seul 1988)
- Argento olimpico: 1

 Peter Odemwingie (Pechino 2008)
- Campionato d'Europa: 2

 Valentin Bubukin (Francia 1960)
 Volodymyr Maslačenko (Francia 1960)

### Statistiche individuali
Presenze e reti nelle competizioni ufficiali sono aggiornate al 13 maggio 2012.
| Primatisti di presenze - 420 - Dmitrij Los'kov (1997-2007; 2010-2013) - 401 - Vladimir Maminov (1992-2008) - 367 - Sergej Ovčinnikov (1991-1996; 1997; 2002-2005) - 334 - Sergej Gurenko (1995-1999; 2003-2008) - 326 - Jurij Drozdov (1993-2003) - 312 - Igor' Čugajnov (1990; 1994-2001) - 273 - Oleg Pašinin (1992-2007) - 267 - Dmitrij Syčëv (2004-2012) - 266 - Dmitrij Sennikov (2000-2010) - 252 - Valentin Bubukin (1953-1960; 1963-1965) | Primatisti di reti - 128 - Dmitrij Los'kov (1997-2007; 2010-2013) - 92 - Dmitrij Syčëv (2004-2012) - 91 - Viktor Sokolov (1955-1963) - 70 - Valentin Bubukin (1953-1960; 1963-1965) - 67 - Viktor Vorošilov (1956-1962) - 51 - Zaza Janashia (1996-2001) - 51 - Aleksej Kosolapov (1993-1997; 1998) - 45 - Evgenij Charlačëv (1994-2001) - 44 - Oleg Garin (1993-1997) - 41 - Vladimir Maminov (1992-2008) |

## Palmarès

### Competizioni nazionali
- Pervaja Liga: 1

1974
- Coppa dell'Unione Sovietica: 2

1936, 1957
- Campionato russo: 3

2002, 2004, 2017-2018
- Coppa di Russia: 9  (record alla pari con il CSKA Mosca)

1995-1996, 1996-1997, 1999-2000, 2000-2001, 2006-2007, 2014-2015, 2016-2017, 2018-2019, 2020-2021
- Supercoppa di Russia: 3

2003, 2005, 2019

### Competizioni internazionali
- Coppa dei Campioni della CSI: 1

2005

### Altri piazzamenti
- Campionato sovietico:

Secondo posto: 1959
- Pervaja Liga:

Secondo posto: 1971, 1987
Terzo posto: 1951, 1973, 1981
Promozione: 1990
- Coppa dell'Unione Sovietica:

Finalista: 1989-1990
Semifinalista: 1937, 1953, 1955, 1958, 1978, 1990-1991, 1991-1992
- Campionato russo:

Secondo posto: 1995, 1999, 2000, 2001, 2018-2019, 2019-2020
Terzo posto: 1994, 1998, 2005, 2006, 2013-2014, 2020-2021
- Coppa di Russia:

Finalista: 1997-1998
- Supercoppa di Russia:

Finalista: 2008, 2015, 2017, 2018, 2020, 2021
- Coppa delle Coppe:

Semifinalista: 1997-1998, 1998-1999
- Coppa dei Campioni della CSI:

Semifinalista: 2003

## Statistiche

### Statistiche di squadra

#### Periodo sovietico
- Stagioni nella Vysšaja Liga: 38
- Stagioni nella Pervaja Liga: 16
- Miglior piazzamento in Vysšaja Liga: 2° (1959)
- Peggior piazzamento in Vysšaja Liga: 18° (1969, 1980)
- Maggior numero di vittorie in una stagione: 14 (1960)
- Minor numero di sconfitte in una stagione: 5 (1959, 1961)
- Maggior numero di punti in una stagione: 38 (1961)
- Maggior numero di gol fatti in una stagione: 59 (1949)
- Miglior piazzamento in Coppa dell'URSS: 1° (2 volte)

#### Periodo post-sovietico
- Stagioni nella Prem'er-Liga: 21[2]
- Miglior piazzamento in Prem'er-Liga: 1° (3 volte)
- Peggior piazzamento in Prem'er-Liga: 7° (2007, 2008, 2011-2012)
- Maggior numero di vittorie in una stagione: 20 (1995, 1999, 2002)
- Minor numero di sconfitte in una stagione: 2 (2002, 2005)
- Maggior numero di punti in una stagione: 69 (2002)
- Maggior numero di gol fatti in una stagione: 62 (1999)
- Miglior piazzamento in Coppa di Russia: vincitore (8 volte)
- Miglior piazzamento in Supercoppa di Russia: vincitore (3 volte)

#### Coppe europee
- Partecipazioni alla Champions League: 5
- Partecipazioni alla Coppa UEFA/Europa League: 10
- Partecipazioni alla Coppa delle Coppe: 3
- Migliore vittoria in Europa: 1-7 (Bate Borisov - Coppa UEFA 1999-2000)
- Peggiore sconfitta in Europa: 0-5 (Bayern Monaco - Coppa UEFA 1995-1996)

## Organico

### Rosa 2024-2025

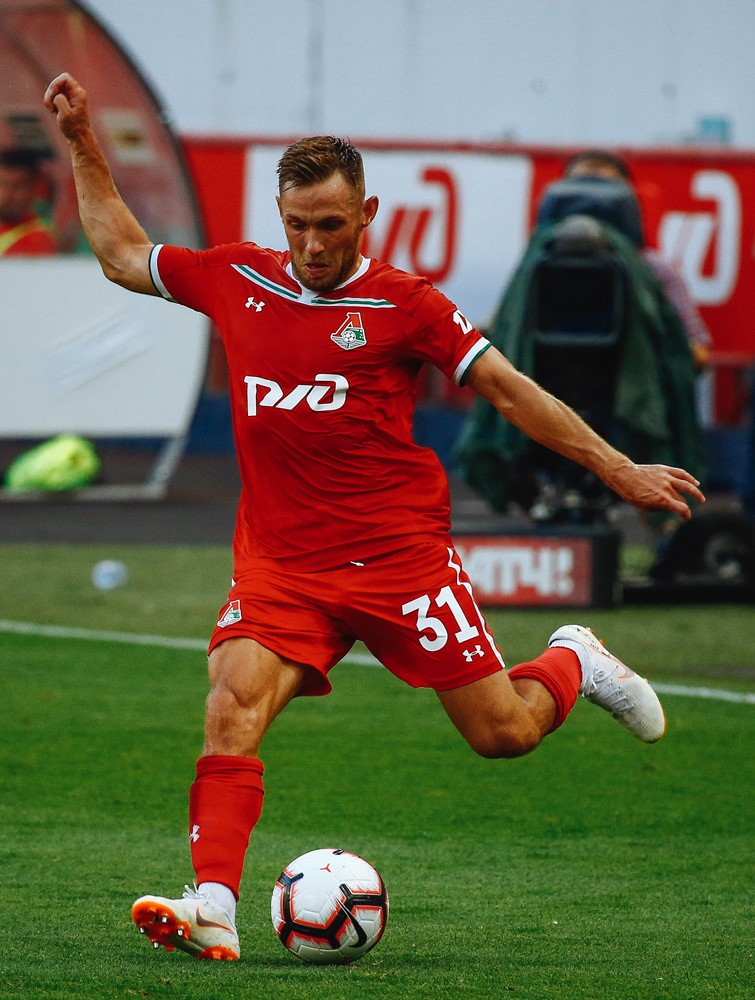
Maciej Rybus in azione con la maglia del Lokomotiv nel 2018

Aggiornata al 11 febbraio 2025.
| N. |                    | Ruolo | Calciatore                 |
| -- | ------------------ | ----- | -------------------------- |
| 1  | Russia (bandiera)  | P     | Anton Mitrjuškin           |
| 3  | Brasile (bandiera) | D     | Lucas Fasson               |
| 5  | Francia (bandiera) | D     | Gerzino Nyamsi             |
| 6  | Russia (bandiera)  | C     | Dmitrij Barinov (capitano) |
| 7  | Armenia (bandiera) | C     | Ėdgar Sevikjan             |
| 8  | Russia (bandiera)  | A     | Vladislav Sarveli          |
| 9  | Russia (bandiera)  | C     | Sergey Pinyaev             |
| 10 | Russia (bandiera)  | A     | Dmitrij Vorob'ëv           |
| 14 | Russia (bandiera)  | C     | Nikita Saltykov            |
| 16 | Russia (bandiera)  | P     | Daniil Veselov             |
| 20 | Russia (bandiera)  | D     | Ivan Kuz'mičëv             |
| 22 | Russia (bandiera)  | P     | Il'ja Lantratov            |
| 23 | Messico (bandiera) | D     | César Montes               |
| 24 | Russia (bandiera)  | D     | Maksim Nenachov            |

| N. |                        | Ruolo | Calciatore          |
| -- | ---------------------- | ----- | ------------------- |
| 27 | Russia (bandiera)      | A     | Vadim Rakov         |
| 37 | Russia (bandiera)      | A     | Dmitriy Radikovskiy |
| 45 | Russia (bandiera)      | D     | Aleksandr Siljanov  |
| 59 | Russia (bandiera)      | D     | Egor Pogostnov      |
| 66 | Bielorussia (bandiera) | D     | Arseniy Ageev       |
| 71 | Russia (bandiera)      | D     | Nair Tiknizjan      |
| 77 | Russia (bandiera)      | D     | Il'ja Samošnikov    |
| 83 | Russia (bandiera)      | A     | Nikita Khlynov      |
| 85 | Russia (bandiera)      | D     | Evgenij Morozov     |
| 90 | Russia (bandiera)      | C     | Danila Godyaev      |
| 93 | Russia (bandiera)      | C     | Artëm Karpukas      |
| 94 | Russia (bandiera)      | C     | Artëm Timofeev      |
| 99 | Russia (bandiera)      | A     | Timur Sulejmanov    |